# Вест-Юніон (Південна Кароліна)
Вест-Юніон (англ. West Union) — місто (англ. town) в США, в окрузі Оконі штату Південна Кароліна. Населення — 374 особи (2020).

## Географія
Вест-Юніон розташований за координатами 34°45′22″ пн. ш. 83°2′39″ зх. д. / 34.75611° пн. ш. 83.04417° зх. д. (34.756164, -83.044040).  За даними Бюро перепису населення США в 2010 році місто мало площу 1,98 км², з яких 1,98 км² — суходіл та 0,00 км² — водойми.

## Демографія
Згідно з переписом 2010 року, у місті мешкала 291 особа в 131 домогосподарстві у складі 78 родин. Густота населення становила 147 осіб/км².  Було 150 помешкань (76/км²).
Расовий склад населення:
| - 85,2 % — білих - 2,7 % — корінних американців - 2,4 % — чорних або афроамериканців - 0,3 % — азіатів - 8,2 % — осіб інших рас |

До двох чи більше рас належало 1,0 %. Частка іспаномовних становила 14,8 % від усіх жителів.
За віковим діапазоном населення розподілялося таким чином: 19,9 % — особи молодші 18 років, 59,8 % — особи у віці 18—64 років, 20,3 % — особи у віці 65 років та старші. Медіана віку мешканця становила 42,5 року. На 100 осіб жіночої статі у місті припадало 95,3 чоловіків;  на 100 жінок у віці від 18 років та старших — 89,4 чоловіків також старших 18 років.
Середній дохід на одне домашнє господарство  становив 33 850 доларів США (медіана — 28 750), а середній дохід на одну сім'ю — 36 711 долар (медіана — 29 375). Медіана доходів становила 31 750 доларів для чоловіків та 22 396 доларів для жінок. За межею бідності перебувало 21,2 % осіб, у тому числі 20,0 % дітей у віці до 18 років та 28,8 % осіб у віці 65 років та старших.
Цивільне працевлаштоване населення становило 110 осіб. Основні галузі зайнятості: виробництво — 20,9 %, будівництво — 18,2 %, освіта, охорона здоров'я та соціальна допомога — 15,5 %.